# کازوکی سوریماچی
کازوکی سوریماچی (انگلیسی: Kazuki Sorimachi؛ زادهٔ ۱۱ اوت ۱۹۸۷) بازیکن فوتبال اهل ژاپن است.